# Tygodnik Sanocki
Tygodnik Sanocki – tygodnik regionalny, ukazujący się jako pismo samorządowe w Sanoku w latach 1991–2025.

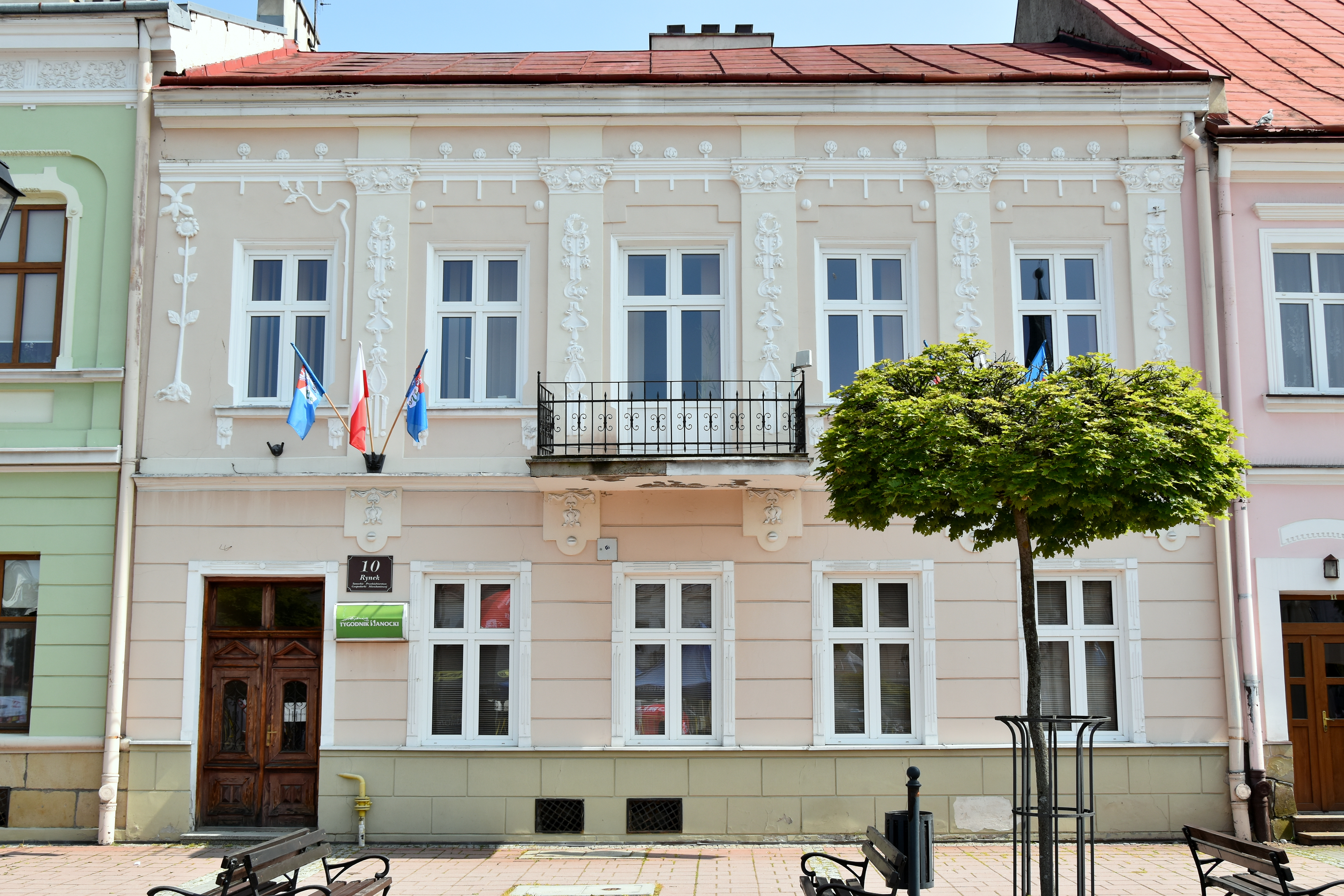
Siedziba redakcji „Tygodnika Sanockiego” w kamienicy przy ul. Rynek 10 w Sanoku (2023)

## Historia
„Tygodnik Sanocki” został powołany uchwałą Rady Miasta Sanoka z 29 listopada 1990 jako pismo samorządowe. Zwiastun „Tygodnika Sanockiego” jako numer sygnalny ukazał się 1 maja 1991 i był poświęcony 200. rocznicy uchwalenia Konstytucji 3 maja. Premierowy numer „Tygodnika Sanockiego” ukazał się 22 maja 1991 z podtytułem „Pismo Samorządowe”. Do rady redakcyjnej weszli Jacek Rogowski (przewodniczący), Bronisław Kielar, Tomasz Korzeniowski, Franciszek Oberc, Leszek Puchała, Stanisław Sieradzki, zaś pierwszym redaktorem został Tomasz Korzeniowski. W grudniu 1992 zaprzestano wydawać pismo, zaś wznowiono 24 lutego 1993. Od początku działania czasopisma w 1991 wydawcą była Rada Miasta Sanoka, a redakcja pisma mieściła się w kamienicy przy ul. Rynek 14.
Od maja 1991 do grudnia 1992 oraz ponownie od kwietnia 1996 tygodnik funkcjonował jako miejski zakład budżetowy wzgl. Zakład Budżetowy „Tygodnik Sanocki. Pismo Samorządowe”. Od lutego 1992 do kwietnia 1996 wydawanie pisma podjęła Miejska Biblioteka Publiczna im. Grzegorza z Sanoka w Sanoku, odpowiadająca za to także w późniejszych latach. Od 2000 redakcja działała pod adresem ul. Adama Mickiewicza 17 w budynku kortów tenisowych. Za druk odpowiadał LOGO „MITEL” Rzeszów. W późniejszych latach redakcja czasopisma podjęła działalność w kamienicy pod adresem ul. Rynek 10.
Redaktorami naczelnymi tygodnika byli: Tomasz Korzeniowski (numery 1-7), Jolanta Ziobro (nr 8-12), Jacek Rogowski (nr 13-25), Antoni Nakonieczny (nr 26-83), p.o. Jolanta Ziobro (nr 101-149), p.o. Joanna Kozimor (nr 150-170), Maria Boczar (nr 230-, od 5 kwietnia 1996 do kwietnia 2001), Czesław Skrobała (od czerwca 2001), nieformalnie Leszek Puchała, oraz w późniejszych latach Marian Struś (do numeru 11 z 13 marca 2015), przejściowo czasopismo funkcjonowało bez redaktora naczelnego od numeru 12 z 20 marca 2015 do numeru 27 z 3 lipca 2015, po czym funkcję redaktora naczelnego pełnili: Dorota Mękarska (od numeru 27 z 3 lipca 2015 do numeru 49 z 4 grudnia 2015), Jolanta Ziobro (jako pełniąca obowiązki redaktora naczelnego od numeru 50 z 11 grudnia 2015 do numeru 4 z 29 stycznia 2016), Małgorzata Sienkiewicz-Woskowicz (jako pełniąca obowiązki redaktora naczelnego od numeru 5 z 5 lutego 2016 do numeru 16 z 22 kwietnia 2016, następnie jako redaktor naczelny od numeru 17 z 29 kwietnia 2016 do numeru 25 z 22 czerwca 2018). Od numeru czasopisma 26 z 29 czerwca 2018 do numeru 47 z 23 listopada 2018 pełniącą obowiązki redaktora naczelnego była Dorota Mękarska. Od numeru „TS” 48 z 30 listopada 2018 stanowisko redaktora naczelnego ponownie sprawowała Małgorzata Sienkiewicz-Woskowicz do numeru 21 z 31 maja 2019. Od numeru 22 z 7 czerwca 2019 funkcję p.o. redaktora naczelnego sprawowała Emilia Wituszyńska, a od numeru 1 z 3 stycznia 2020 jako redaktor naczelny. W jej miejsce od numeru 12 z 24 marca 2023 p.o. redaktora naczelnego został Bartosz Błażewicz, jako redaktor naczelny od numeru 14 z 7 z kwietnia 2023 do numeru 13 z 28 marca 2025.
Jako stali dziennikarze w „Tygodniku Sanockim” podjęli pracę również m.in. Marek Pomykała, Anna Strzelecka. Ponadto w piśmie ukazywały się artykuły, których autorami byli m.in.: Stefan Stefański, Jan Skoczyński, Aleksander Czarniawy, Edward Zając, Andrzej Romaniak, Krystyna Chowaniec, Stanisław Kawski, Krzysztof Kaczmarski, Andrzej Olejko, Tomasz Chomiszczak, Tadeusz Barucki.
Od 2007 czasopismo posiadało własną stronę internetową, na której publikowano wydania gazety w formie cyfrowej, począwszy od 2008. W ramach założonej przy MBP w Sanoku Sanockiej Biblioteki Cyfrowej zdigitalizowano i udostępniono wydania „Tygodnika Sanockiego” wszystkie numery pisma z lat 1991-2025.
Uchwałą Rady Miasta Sanoka z 28 lutego 2025 uchylono z § 6 statutu Miejskiej Biblioteki Publicznej im. Grzegorza z Sanoka w Sanoku pkt. 6 tj. Oddział „Gazeta Samorządowa Tygodnik Sanocki”. W związku z tym 28 marca 2025 ukazał się ostatni numer „TS” o numerze 1765.

## Wyróżnienia
- Podczas VI Podkarpackiego Forum Lokalnej Prasy Samorządowej w 2009 „Tygodnik Sanocki” otrzymał wyróżnienie i został uznany za najciekawiej redagowane pod względem edytorskim czasopismo samorządowe w województwie podkarpackim.
- Redakcja „Tygodnika Sanockiego” otrzymała Złotą Odznakę „Zasłużony dla Hufca ZHP Ziemi Sanockiej” w 2007 (nr odznaki 25)[32] oraz w 2015 (nr odznaki 80)[33].